# Drosophila littoralis
Drosophila littoralis is een vliegensoort uit de familie van de fruitvliegen (Drosophilidae). De wetenschappelijke naam van de soort werd voor het eerst geldig gepubliceerd in 1830 door Johann Wilhelm Meigen.